# 長島 (広島県)

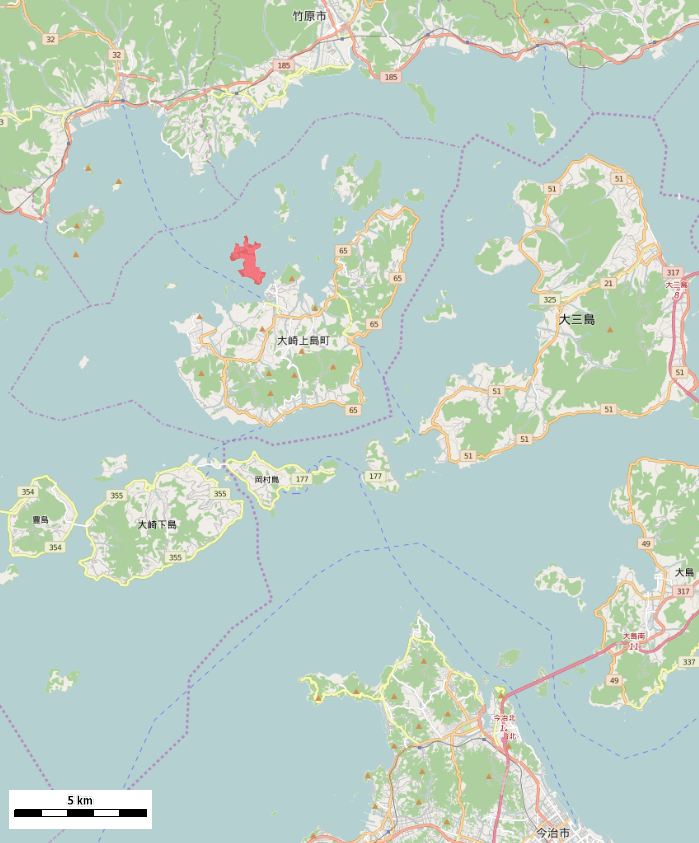
周辺

長島（ながしま）は、瀬戸内海芸予諸島の島。広島県豊田郡大崎上島町に属する。有人島である。

## 地理
大崎上島の西約0.4kmに位置し、2つの島は長島大橋で結ばれている。ただ2島とも本州からは繋がっていない離島である。全島域が〒725-0301広島県豊田郡大崎上島町中野。面積1.06km2（2010年度）。気候は瀬戸内海式気候。
島の半分以上を中国電力大崎発電所およびその関連施設が占めている「火電の島」である。残りはほぼ山林。
民家は点在している。2010年で人口26人（高齢化率34.6%）、うち就労者は16人、うち4/5が第三次産業就業者。農業はミカン栽培が行われている。大崎上島町における栽培漁業促進地域でもある。島外から発電所関係者が訪れるため、道路や宿泊施設など一通り施設は整備されている。

## 歴史
この島には埋没文化財として古墳時代のものが2つあり、そして製塩土器が発見されており当時から塩を作っていたことがわかっている。
明治以降の行政区分は、1889年村制施行により大崎中野村、1955年町制施行により大崎町、2003年市町村合併により大崎上島町中野となっている。
元々は南北に連なる2つの島であったが、近世から近代にその2つの間に塩田が整備されたことにより1つの島となった。また製塩過程で熱源つまり薪を必要としたことから瀬戸内海周辺の森林は根こそぎ伐開されハゲ山となった。現在の森林は戦後植えられた代償植生である。その塩田も廃止となり耕作地に転用された。
そこへ中国電力大崎発電所建設が決定し、1979年から発電所建設工事が着工した。1970年代で138人いた住民のほとんどが、この工事により島外へ移住していった。そして、1987年中電により長島大橋が整備された。

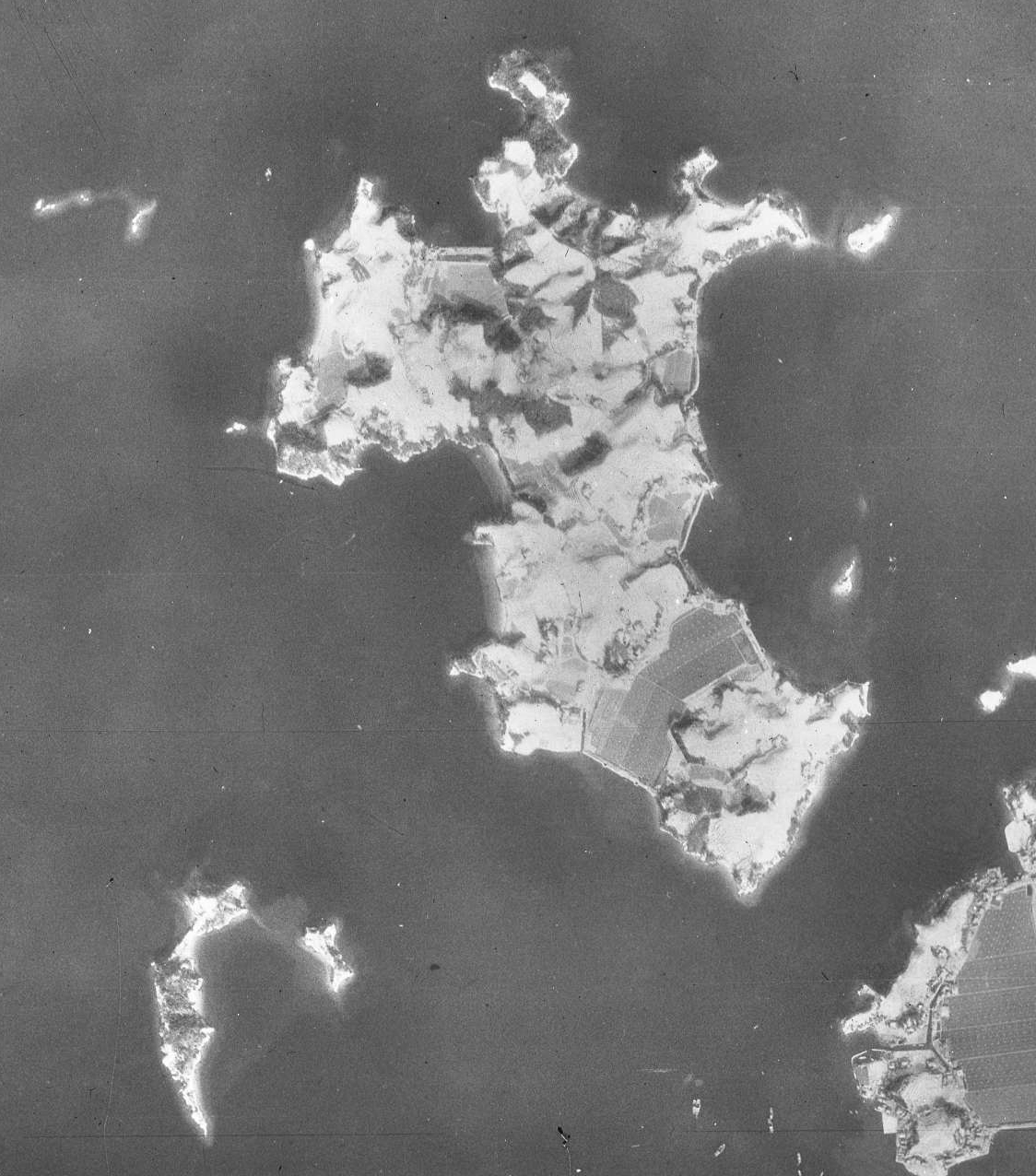
1948年アメリカ軍撮影。塩田とハゲ山がわかる。
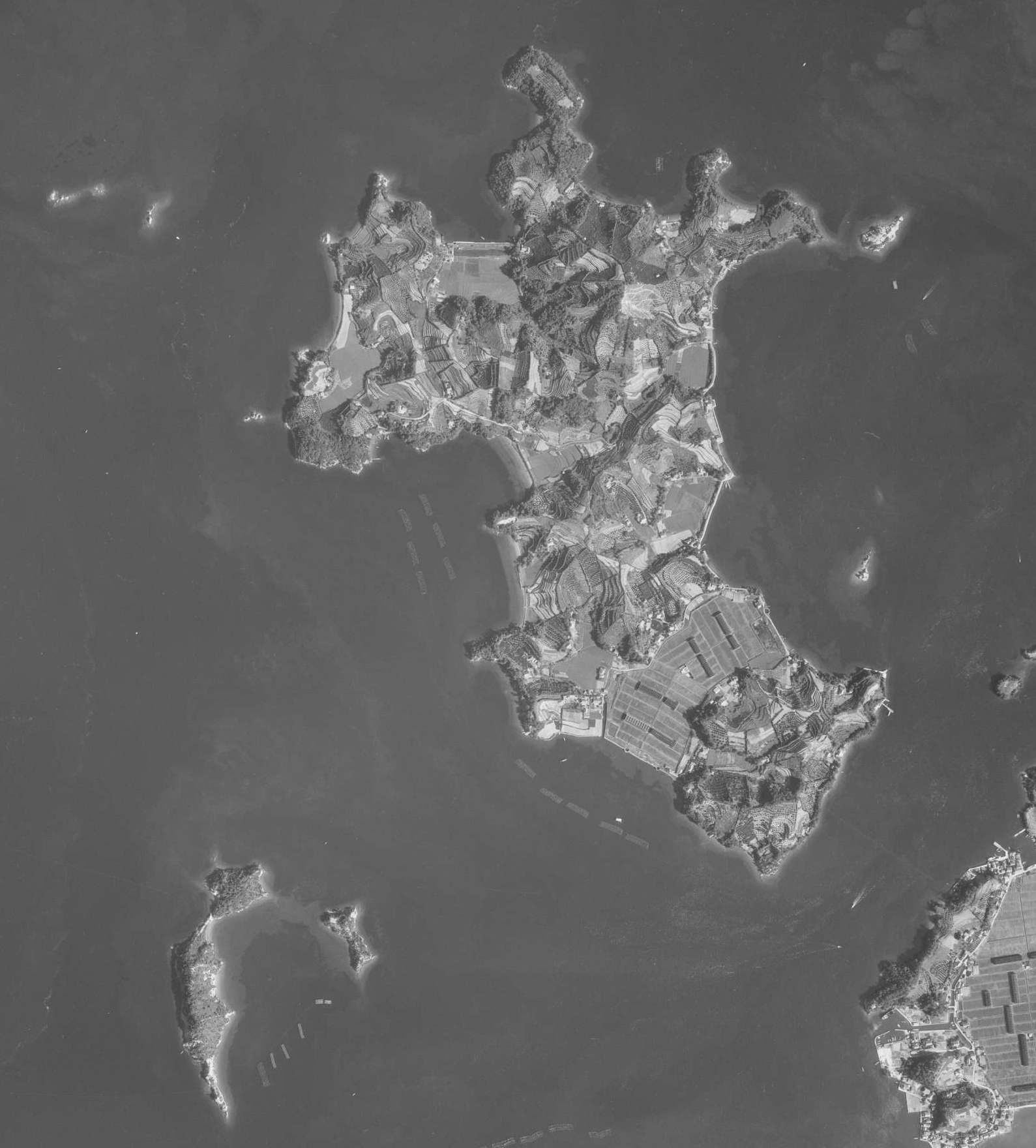
1966年[8]。塩田が耕作地になっている。
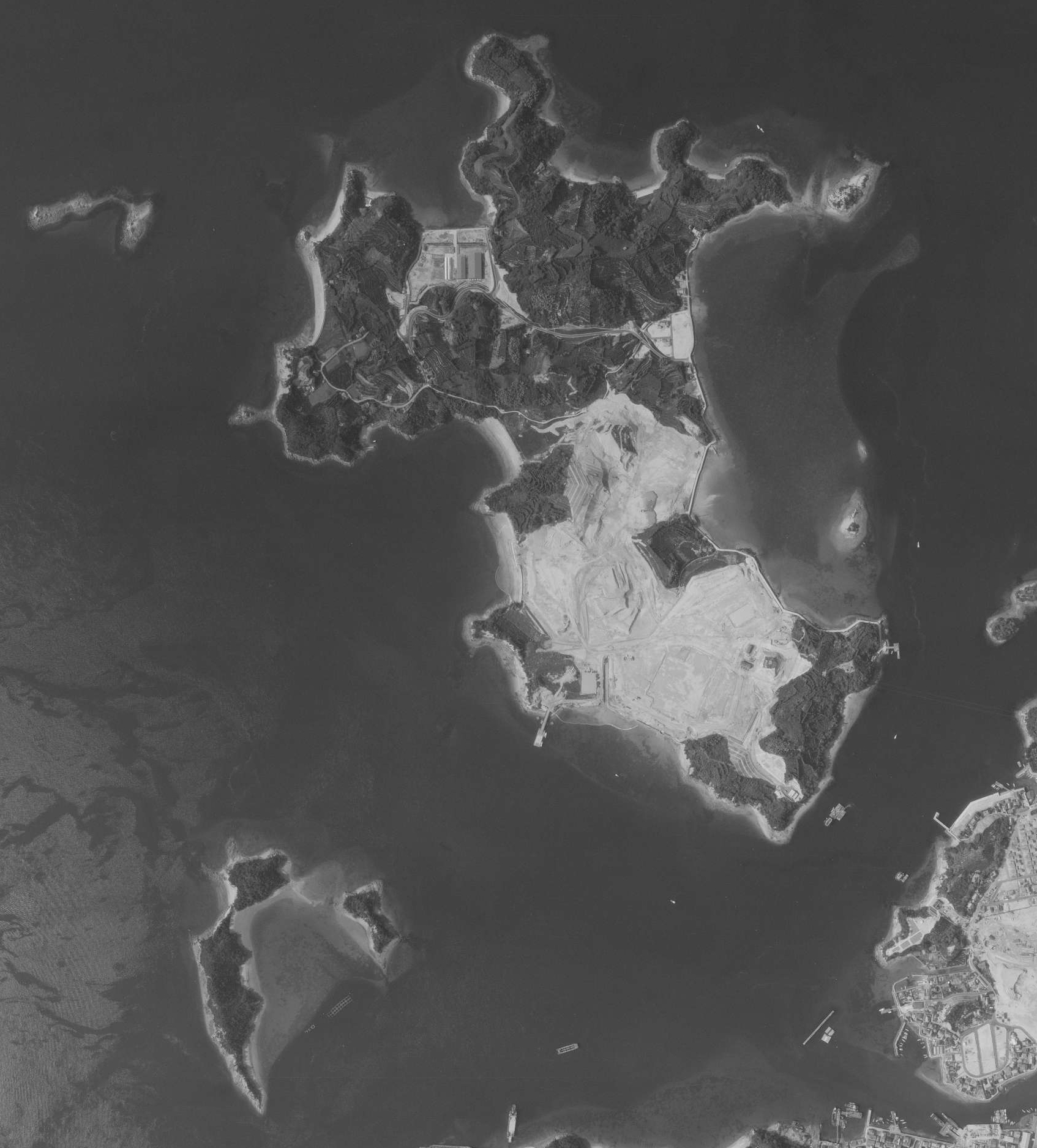
1986年[8]。発電所工事中。
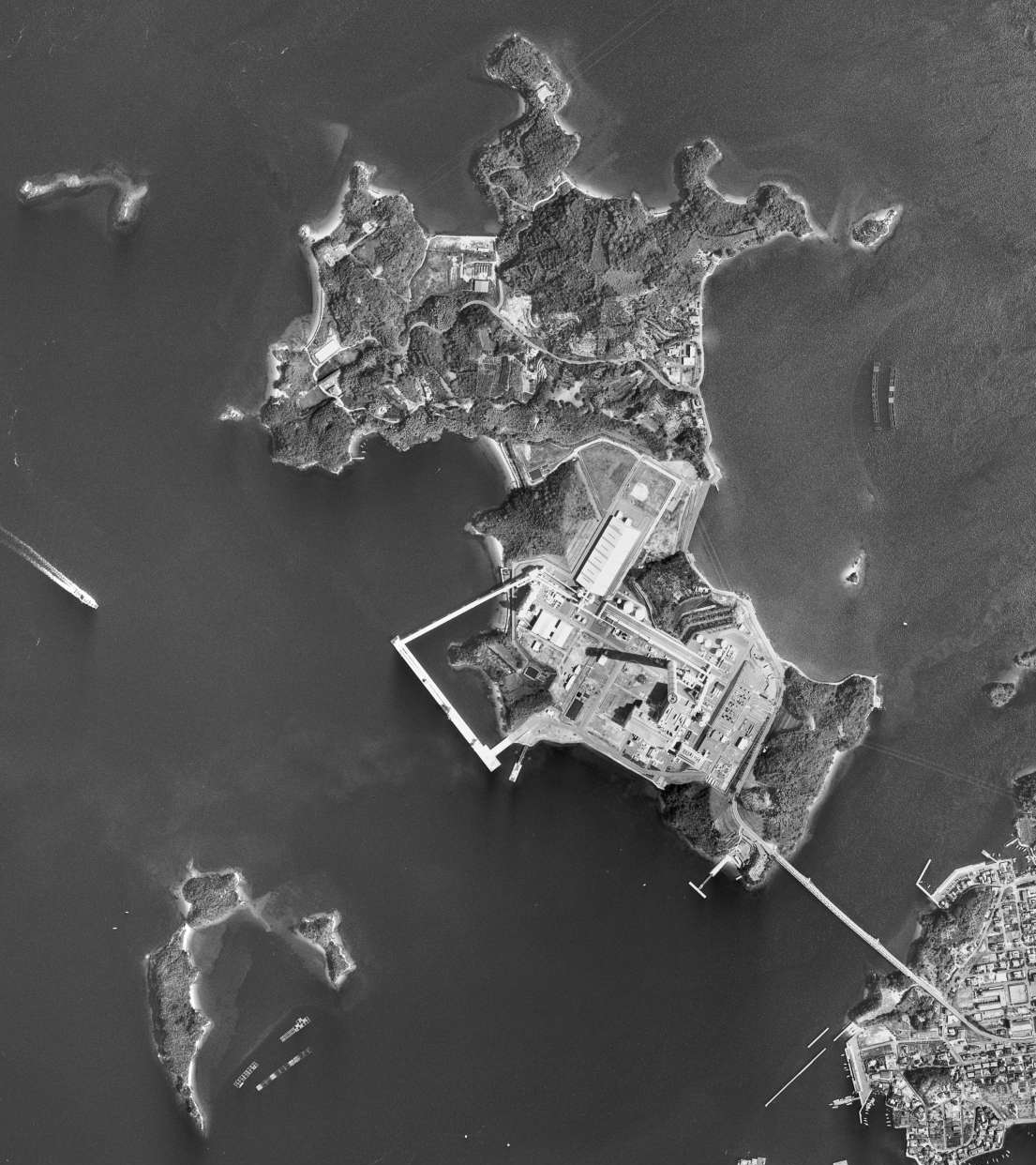
2006年[8]。

## 施設

### 大崎クールジェン

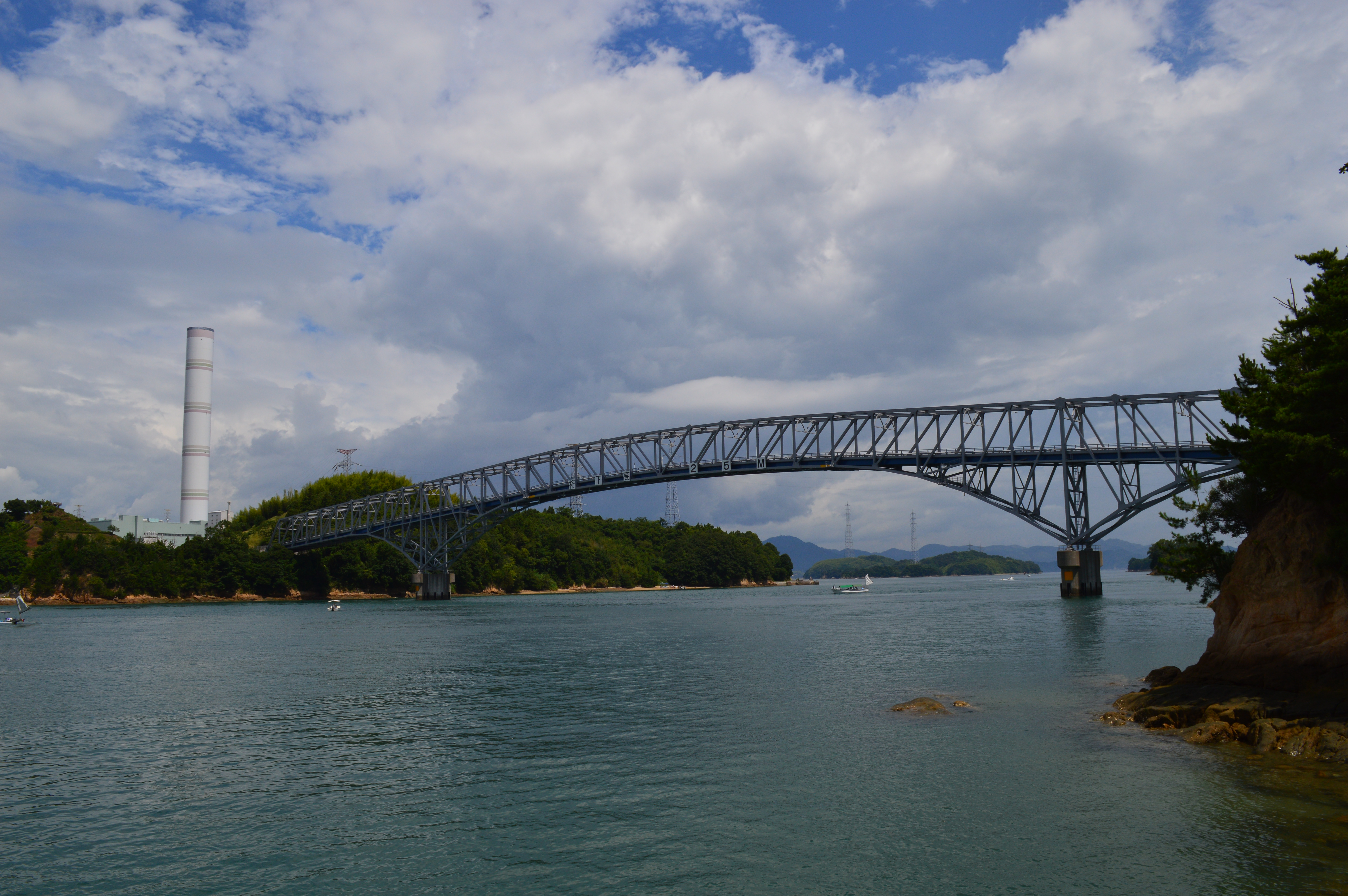
旧大崎発電所の煙突と長島大橋

元々は中電が建設した発電所で、1979年着工、2000年稼働したものの、技術的な問題により2011年に休止した。
現在は中電と電源開発の共同出資で大崎クールジェン（株）を設立し、同じ敷地内に新技術である石炭ガス化複合発電用の試験プラントを整備している。

### 長島大橋
発電所建設の資材運搬のため中電により1987年架橋されたもの。建設後、中電から大崎町に無償贈与され、現在は市町村合併に伴い大崎上島町が管理している。
諸元
- 路線名 : 町道長島大橋線[7]
- 橋長 : 402m[7]
- 最大支間長 : 200m[7]
- 幅員 : 車道6m[7]
- 航路限界 : 25m[7]
- 橋種 : 3径間連続下曲弦プラットトラス橋[7]
- 工事費 : 工事費31億円[2]

### 観光施設
マリンパークおおさき
長島大橋付近にある、海釣りができる桟橋。
ホテル
島の北側にはリゾートホテルがある。

## 交通
- 島には桟橋はあるが中国電力用のもの。島外からは大崎上島の港を利用し、そこから車で入ることになる。
- 大崎上島からは町営おと姫バスが運行している。

## 参考資料
- “広島県離島振興計画（平成２５年度～平成３４年度）” (PDF).   広島県 (2013年12月). 2015年6月26日時点のオリジナルよりアーカイブ。2016年2月20日閲覧。